# Erianthemum
Erianthemum es un género con 16 especies de arbustos  perteneciente a la familia Loranthaceae. Es originario del este de  África.

## Descripción
Son arbustos que alcanzan los 0.5-2 m de altura. Las hojas son alternas y penninervadas. Las inflorescencias se producen en umbelas sobre un corto pedúnculo. El fruto es una drupa obovoide.

## Taxonomía
El género fue descrito por Philippe Édouard Léon Van Tieghem y publicado en Bulletin de la Société Botanique de France  42: 247 en el año 1895. La especie tipo es Erianthemum dregei (Eckl. & Zeyh.) Tiegh.

## Especies aceptadas
A continuación se brinda un listado de las especies del género Erianthemum aceptadas hasta noviembre de 2014, ordenadas alfabéticamente. Para cada una se indica el nombre binomial seguido del autor, abreviado según las convenciones y usos.	
- Erianthemum aethiopicum Balle ex Wiens & Polhill
- Erianthemum alveatum (Sprague) Danser
- Erianthemum commiphorae (Engl.) Danser
- Erianthemum dregei (Eckl. & Zeyh.) Tiegh.
- Erianthemum lanatum Wiens & Polhill
- Erianthemum lindense (Sprague) Danser
- Erianthemum melanocarpum (Balle) Wiens & Polhill
- Erianthemum ngamicum (Sprague) Danser
- Erianthemum nyikense (Sprague) Danser
- Erianthemum occultum (Sprague) Danser
- Erianthemum rotundifolium Wiens & Polhill
- Erianthemum schelei (Engl.) Tiegh.
- Erianthemum schmitzii Balle ex Wiens & Polhill
- Erianthemum taborense (Engl.) Tiegh.
- Erianthemum virescens (N.E.Br.) Wiens & Polhill
- Erianthemum viticolum Balle ex Wiens & Polhill